# جمعية كشافة ترينيداد وتوباغو
جمعية كشافة ترينيداد وتوباغو هي المنظمة الكشفية الوطنية في ترينيداد وتوباغو. تأسست الحركة الكشفية في ترينيداد وتوباغو في عام 1912 وأصبحتا عضوتان في المنظمة العالمية للحركة الكشفية في عام 1963. وتضم الجمعية 5234 عضوا (اعتبارا من 2011).
رئيس الجمعية هو رئيس جمهورية ترينيداد وتوباغو أنتوني كارمونا.